# NGC 6555
NGC 6555 (другие обозначения — UGC 11121, MCG 3-46-15, ZWG 113.22, IRAS18056+1735, PGC 61432) — спиральная галактика с перемычкой (SBc) в созвездии Геркулес.
Этот объект входит в число перечисленных в оригинальной редакции «Нового общего каталога».